# 1987年2月逝世人物列表
1987年逝世人物列表：1月 - 2月 - 3月 - 4月 - 5月 - 6月 - 7月 - 8月 - 9月 - 10月 - 11月 - 12月
1987年2月逝世人物列表，是用於匯總1987年2月期間逝世人物的列表。

## 依日期排序

### 1日
- 亞歷山德羅·布拉塞蒂（Alessandro Blasetti），86歲，義大利電影導演和編劇，跌倒併發症。[1]
- 克利斯蒂安·布羅達（Christian Broda），70歲，奧地利律師和政治家，司法部長，心臟病發作。[2]
- 萨拉·伯顿，61歲，波蘭裔美國政治家，美國眾議院議員，結腸癌。[3]
- 薩爾瓦多·德貝勒，91歲，尼加拉瓜第一夫人。
- 古斯塔夫·克努斯（Gustav Knuth），85歲，德國電影演員。[4]
- Lee Aubrey “Speed” Riggs，79歲，美國煙草拍賣師，好彩香菸配音，充血性心力衰竭。[5]

### 2日
- 卡洛斯·何塞·卡斯蒂略，59歲，巴西國際足球運動員（巴西弗盧米嫩塞），自殺。[6]
- 沃爾特·克拉特巴克（Walter Clutterbuck），92歲，英國陸軍少將。
- 雅科夫·埃斯特林，63歲，蘇聯國際象棋選手，ICCF 世界冠軍。
- 斯派克·休斯，78歲，英國音樂家和作曲家。[7]
- 阿爾弗雷德·萊恩（Alfred Lion），78歲，德裔美國唱片公司高管，Blue Note Records 的聯合創始人，心力衰竭。[8]
- 奧利弗·利特爾（Olive Little），69歲，全美女子職業棒球聯盟（All-American Girls Professional Baseball League）的美國棒球運動員。[9]
- 阿利斯泰爾·麥克萊恩，64歲，蘇格蘭驚悚小說家和冒險小說家（《納瓦隆之槍》），心力衰竭。[10]
- 大衛·杜普萊西斯（David du Plessis），81歲，南非裔美國五旬節運動牧師。[11]
- 肯·里德（Ken Reid），67歲，英國漫畫家和作家，《道奇羅傑》的聯合創作者。[12]

### 3日
- 唐納德·阿羅諾（Donald Aronow），59歲，美國快艇設計師，建造者和賽車手，被謀殺。[13]
- 穆斯塔法·布亞利（Mustafa Bouyali），46-47歲，阿爾及利亞伊斯蘭武裝運動領導人，在一次伏擊中喪生。[14]
- 西奧多·科格斯韋爾，68歲，美國科幻作家。[15]
- 高松宮宣仁親王，82歲，日本裕仁天皇的弟弟，肺癌。
- 喬治·德溫特·湯姆森，83-84歲，英國古典學者和馬克思主義哲學家。[16]

### 4日
- 布魯斯·雅各比（Bruce Jacobi），51歲，美國賽車手，賽車事故。[17]
- Meena Keshwar Kamal，30歲，阿富汗革命政治和女權活動家，被暗殺。[18]
- Liberace，67歲，美國鋼琴家，歌手和演員，肺炎是愛滋病的併發症。[19]
- Fyfe Robertson，84歲，蘇格蘭電視記者和廣播員。[20]
- 卡爾·羅傑斯，85歲，美國心理學家，跌倒后心臟病發作。[21]
- 溫福德·沃恩-湯瑪斯（Wynford Vaughan-Thomas），78歲，威爾士報紙記者、廣播和電視廣播員。[22]
- 派翠克·沃丁頓（Patrick Waddington），85歲，英國演員。
- George W. Woodruff，91歲，美國工程師和商人，肺炎。[23]

### 5日
- E. Michael Burke，70歲，美國海軍軍官、馬戲團經理和美國職業棒球大聯盟高管，癌症。[24]
- 小威廉·科利爾（William Collier Jr.），84歲，美國舞臺表演者、製片人和電影演員。[25]
- 克拉夫斯·埃爾斯伯格斯（Klāvs Elsbergs），28歲，拉脫維亞詩人和翻譯家，從樓上墜落。[26]
- 大衛·恩索爾，80歲，英國律師、演員、作家和政治家，國會議員。[27]
- 阿曼多·福斯科（Armando Fosco），64歲，國際卡車司機兄弟會（International Brotherhood of Teamsters）的美國領導人。[28]
- 古斯塔夫·萊希納（Gustav Lechner），73歲，奧匈帝國出生的南斯拉夫國際足球運動員（OFK貝爾格萊德、南斯拉夫国家足球队）。
- 奥托·韦勒（Otto Wöhler），92歲，德國將軍，被判犯有戰爭罪和危害人類罪。[29]

### 6日
- Lalithambika Antharjanam，77歲，印度作家和社會改革家。[30]
- Julien Chouinard，58歲，加拿大律師，加拿大最高法院大法官，腦癌。[31]
- 唐納德·麥克克里蒙·麥凱（Donald MacCrimmon MacKay），64歲，英國物理學家和教授。
- K. C. Nag，93歲，印度孟加拉數學家，數學教科書作者。[32]

### 7日
- John Leypoldt，40歲，美國NFL足球運動員（布法罗比尔隊），痢疾。[33]
- Bennetto Payne，77歲，墨西哥職業拳擊手。
- 斯圖爾特·桑德斯（Stuart T. Saunders），77歲，美國鐵路高管，心力衰竭。[34]
- Claudio Villa，61歲，義大利歌手和演員，心臟病發作。[35]
- 阿德里安·范·韦恩加登，70歲，荷蘭數學家和計算機科學家。[36]

### 8日
- 托尼·德斯特拉（Tony Destra），32歲，美國鼓手，車禍。
- 亨德里克·科庫克（Hendrik Koekoek），74歲，荷蘭農民、政治家和已解散的農民黨（Farmers' Party）創始人。[37]
- 艾爾西·李（Elsie Lee），75歲，美國小說和非小說作家。
- 哈麗特·麥吉本，81歲，美國女演員（《貝弗利山人》）。[38]
- Max Seydewitz，94歲，德國政治家，薩克森州州長。[39]
- 布羅尼斯瓦瓦娃·瓦伊斯（Bronisława Wajs），78歲，波蘭-羅姆古典詩人和歌手。

### 9日
- 拉裡·弗倫奇，79歲，美國職業棒球大聯盟球員（芝加哥小熊、匹茲堡海盜），患有腎臟和心臟病。[40]
- Louis Plack Hammett，92歲，美國物理化學家（哈米特方程）。[41]
- 埃德娜·曼利，86歲，牙買加藝術家。[42]

### 10日
- 安吉拉·朱薩尼（Angela Giussani），64歲，義大利漫畫反英雄系列Diabolik的合著者。
- 羅伯特·奧布萊恩（Robert O'Brien），78歲，美國賽車手。
- 威廉·罗斯（William Rose），68歲，美國編劇（猜猜谁来吃晚餐（Guess Who's Coming to Dinner））。[43]
- 漢斯·羅森塔爾，61歲，德國導演和廣播電視主持人。[44]
- Sadequain，56歲，巴基斯坦藝術家和詩人。[45]
- 約翰·雷蒙德·伊利塔洛，70歲，美國外交官，美國駐巴拉圭大使，癌症。[46]

### 11日
- 馬克·阿什頓（Mark Ashton），26歲，英國同性戀權利活動家，肺炎。[47]
- Edith Gyömrői Ludowyk，90歲，匈牙利心理治療師，詩人和共產主義激進分子。[48]
- 安迪·林登（Andy Linden），64歲，美國賽車手。[49]
- 約翰·馬拉奇，67歲，美國爵士鋼琴家。
- 比爾·麥基，77歲，美國職業棒球大聯盟（聖路易紅雀）。[50]

### 12日
- 朱爾斯·伯格曼（Jules Bergman），57歲，美國廣播作家和記者，ABC新聞（ABC News）的科學編輯。[51]
- Lang Jeffries，56歲，加拿大裔美國電視和電影演員，癌症。
- 鄧尼斯·普爾，70歲，英國企業家、金融家和賽車手。[52]

### 13日
- M. Bhaktavatsalam，89歲，印度獨立活動家和政治家，馬德拉斯州首席部長。
- 克利福德·比亞斯（Clifford Bias），76歲，美國人，據稱是通靈者。[53]
- 多蘿西·迪恩，54歲，美國作家和女演員，癌症。[54]
- Dhumal，72歲，寶萊塢電影中的印度演員，心臟病發作。
- Curly Page，84歲，紐西蘭板球運動員和國際橄欖球聯盟球員。[55]

### 14日
- 羅爾夫·達爾葛籣（Rolf Dahlgren），54歲，瑞典-丹麥植物學家和教授。[56]
- Kulada Charan Das Gupta，87歲，印度最高法院印度法官。[57]
- Wendy Holcombe，23歲，美國班卓琴演奏家和歌手，先天性心臟缺陷。[58]
- 德米特里·卡巴列夫斯基，82歲，蘇聯作曲家、指揮家和鋼琴家。[59]
- Karolos Koun，78歲，希臘戲劇導演，心臟病發作。[60]
- 蔡藍欽（Tsai Lan-chin），22歲，臺灣歌手和詞曲作者，心臟病發作。
- 博拉·塞特（Bola Sete），63歲，巴西爵士吉他手，患有肺炎和肺癌。[61]

### 15日
- 吉米·霍利迪，52歲，美國R&B歌手和詞曲作者，心力衰竭。
- 約翰·邁希爾，63歲，英國數學家（迈希尔-尼罗德定理）。[62]

### 16日
- 諾曼·克勞瑟·亨特（Norman Crowther Hunt），66歲，英國學者、政治家、國務大臣，心臟病發作。[63]

### 17日
- Leo Anchóriz，54歲，西班牙演員和作家，心臟病患者。
- T. M. Chummar，87歲，印度學者和馬拉雅拉姆語文學作家。
- Hal K. Dawson，90歲，美國演員。[64]
- 休伯特·霍華德（Hubert Howard），79歲，英國情報官員。
- Frank Kurtis，79歲，美國賽車設計師，心臟病發作。[65]
- 迪德里克·查理斯·馬修（Diederick Charles Mathew），58歲，阿路巴政治家和教師，阿路巴島副專員。
- 侯賽因·穆魯瓦（Husayn Muruwwa），約77歲，黎巴嫩馬克思主義哲學家、記者、作家和文學評論家，遇刺身亡。[66]
- 羅莫拉·雷姆斯，86歲，美國女演員（童話和廣播劇）。[67]
- Verree Teasdale，83歲，美國女演員。[68]

### 18日
- 威廉·科爾德斯特裡姆，78歲，英國現實主義畫家和藝術教師。[69]
- 布萊斯·哈洛（Bryce Harlow），70歲，美國陸軍軍官，美國總統顧問，肺病。[70]
- 鮑裡斯·科維爾達（Boris Kowerda），79歲，蘇聯白人移民，君主主義者，外交官和被定罪的殺人犯。

### 19日
- 休·格林（Hugh Greene），76歲，英國電視台高管和記者，英國廣播公司（BBC）總幹事，癌症。[71]
- 亨利-罗素·希区柯克，83歲，美國建築歷史學家和教授，癌症。[72]
- 羅伯特·庫特納（Robert E. Kuttner），59歲，美國生物學家和白人至上主義者。
- 克爾斯滕·瓦爾特（Kirsten Walther），53歲，丹麥女演員，心力衰竭。

### 20日
- 韋恩·博林（Wayne Boring），81歲，美國漫畫家，以其關於超人的作品而聞名，心臟病發作。[73]
- 凱撒·加蒂穆，65歲，肯亞羅馬天主教涅里主教。[74]
- 埃德加·雅各斯（Edgar P. Jacobs），82歲，比利時漫畫創作者（布萊克和莫蒂默）。
- 約瑟夫·帕雷卡蒂爾，74歲，印度羅馬天主教主教，埃爾納庫拉姆大主教。[75]
- 列夫·鲁索夫，61歲，蘇聯畫家，平面藝術家和雕塑家，患有心臟病。
- AKM Samsuzzoha，約62歲，孟加拉國政治家，國會議員。
- 魏重庆，72歲，美籍華裔合同橋牌選手，糖尿病併發症。
- Willi Welscher，80歲，德國跨欄運動員和奧運選手。

### 21日
- William T. Fairbourn，72歲，美國海軍陸戰隊少將。[76]
- 佩特羅·格裡戈連科，79歲，蘇聯陸軍烏克蘭少將，蘇聯人權運動的創始人。[77]
- 海倫·塔夫脫·曼寧（Helen Taft Manning），95歲，美國歷史教授，總統威廉·霍华德·塔夫脱（William Taft）的女兒，肺炎。[78]
- 諾埃爾·奧德爾（Noel Odell），96歲，英國地質學家和登山家。[79]
- 喬治·蒂伯斯，73歲，美國作曲家和編劇。[80]
- Meir Ya'ari，89歲，以色列政治家、教育家和社會活動家。[81]

### 22日
- 娜奧米·德雷克（Naomi Drake），80歲，新奧爾良人口統計局美國註冊員。
- 哈比卜·佩因特（Habib Painter），72歲，印度卡瓦力人和民謠歌手。
- 約翰·保羅·斯科特，60歲，美國罪犯，唯一一個從惡魔島逃到三藩市海岸的人。[82]
- 大衛·薩斯金德，66歲，美國製片人和電視脫口秀主持人，心臟病發作。[83]
- 安迪·沃霍爾，58歲，美國藝術家、導演和作家，術后突然出現心律不整。[84]
- Glenway Wescott，85歲，美國詩人和小說家，中風。[85]

### 23日
- 何塞·阿方索，57歲，葡萄牙創作歌手、教師和活動家，硬化症。[86]
- 西里爾·布徹（Cyril Butcher），77歲，英國演員和導演。
- 約翰·康瑟爾，81歲，英國演員、導演和劇院經理。[87]
- Jack Heinz，78歲，美國企業高管兼亨氏首席執行官，癌症。[88]
- 埃斯蒙德·奈特，80歲，英國演員，心臟病發作。
- 爱德华·兰斯代尔（Edward Lansdale），79歲，美國空軍少將，心臟病。[89]
- 喬治·穆蘇林，72歲，战略情报局陸軍軍官，中央情報局特工，糖尿病。[90]
- 波莉·沃德，74歲，英國歌手和演員。[91]

### 24日
- Kakai Kilonzo，32-33歲，肯亞音樂家，瘧疾。
- 埃德溫·麥克亞瑟，79歲，美國古典音樂指揮家和鋼琴家。[92]

### 25日
- 威廉·巴爾，67歲，美國商人和政治家，伊利諾伊州眾議院議員。[93]
- S. H. Bihari，66歲，印度作詞家、詞曲作者和詩人。
- 詹姆斯·可哥，56歲，美國演員（武士英魂、怪宴），心臟病發作。[94]
- 約翰·科林，58歲，英國演員（Z-Cars）。
- Arthur A. Collins，77歲，美國無線電工程師和企業家。[95]
- 傑西·拉爾森，82歲，美國律師，第一任總務局局長。[96]
- E. D. Nixon，87歲，美國民權領袖和工會召集人，呼吸系統和心臟病。[97]
- 克里希納·錢德拉·帕尼格拉希（Krishna Chandra Panigrahi），77歲，印度歷史學家和考古學家。[98]

### 26日
- Knut Frydenlund，59歲，挪威外交官和政治家，外交部長，腦溢血。[99]
- 奧黛麗·瑪麗·希利（Audrey Marie Hilley），53歲，美國殺人犯和連環殺手嫌疑人，體溫過低和暴露。[100]
- 弗雷德里克·曼恩（Fredric R. Mann），83歲，美國實業家和藝術贊助人，美國駐巴巴多斯大使，癌症。[101]
- 保羅·湯頓·馬修斯，67歲，英國理論物理學家，自行車事故。[102]

### 27日
- 弗朗西斯·布拉奇尼基（Franciszek Blachnicki），65歲，波蘭牧師，中毒。[103]
- 何塞·迪奥克诺，65歲，菲律賓民族主義者，律師和政治家，菲律賓參議員。[104]
- 比爾·霍爾曼，83歲，美國漫畫家（Smokey Stover）。[105]
- 龜井文夫，78歲，日本紀錄片和劇情片導演。[106]
- Latif-Ur Rehman，58歲，印度和巴基斯坦曲棍球運動員，奧運金牌得主。[107]
- Colvin R. de Silva，81-82歲，斯里蘭卡政治家，種植園工業部長。[108]

### 28日
- 納西姆·阿姆羅赫維，78歲，巴基斯坦烏爾都語詩人、哲學家和詞典編纂者。[109]
- 弗雷德里克·唐納（Frederic G. Donner），84歲，美國通用汽車公司董事長兼首席執行官。[110]
- 琼·格林伍德，65歲，英國女演員（仁心与冠冕），急性支氣管炎和哮喘。[111]
- Nora Kaye，67歲，美國首席芭蕾舞演員，癌症。[112]
- William F. McKee，80歲，美國空軍將軍，聯邦航空管理局局長。[113]
- 安妮·昂德拉，83歲，捷克斯洛伐克電影女演員（勒索）。[114]
- 斯蒂芬·坦南特（Stephen Tennant），80歲，英國社交名媛。

### 日期不詳
- 拉奎爾·馬丁內斯，78歲，智利短跑運動員和奧運選手。[115]
- Adi Pherozeshah Marzban，72歲，印度古吉拉特帕西語劇作家、演員、導演和廣播員，肺癌。
- Clare Rendlesham，67歲，英國時尚編輯和精品店經理。[116]（2月4日逝世）